# 47e régiment d'infanterie (France)
Le 47e régiment d'infanterie (47e RI) est un régiment d'infanterie de l'Armée de terre française créé sous la Révolution à partir du régiment de Lorraine, un régiment français d'Ancien Régime

## Création et différentes dénominations
- 1er janvier 1791 : Tous les régiments prennent un nom composé du nom de leur arme avec un numéro d’ordre donné selon leur ancienneté. Le régiment de Lorraine devient le 47e régiment d'infanterie de ligne ci-devant Lorraine.
- 1793 : Amalgamé il prend le nom de 47e demi-brigade de première formation
- 1796 : Création de la 47e demi-brigade de deuxième formation
- 1803 : Renommé 47e régiment d'infanterie de ligne
- 16 juillet 1815 : comme l'ensemble de l'armée napoléonienne, il est licencié à la Seconde Restauration
- 11 août 1815 : création de la légion de Loir-et-Cher
- 1820 : La légion de Loir-et-Cher est amalgamée et renommée 47e régiment d'infanterie de ligne.
- 1854 : devient le 47e régiment d'infanterie.
- 1940 : dissous lors de la signature de l'Armistice
- 1962 : Dissous au Camp de Sissonne

## Chefs de corps
- 23 novembre 1791 : Pierre François vicomte d'Olonne
- 1792 : Joseph Antoine Colomb
- 1795 : chef de brigade Nérin
- 1795: chef de brigade Perrin (1754-1800), du 3/4/1795 au 19/4/1796.
- 1798 : chef de brigade O'Neil
- 1er floréal an VII (20 avril 1799) : Pierre Denis de La Châtre
- 1808 : colonel Donadieu
- 1811 : colonel Dein, tué à la bataille d'Orthez[1].
- 1814 : colonel Danlion
- 1815 : colonel de Civrac
- 1820 : colonel Penguern
- 1820 : colonel Peyris
- 1825 : colonel Rouget
- 1830 : colonel Ruelle
- 1832 : Michel Combe
- 1837 : colonel de Beaufort
- 1847 : colonel d'Estienne de Chausse-Gros de Lioux
- 1852 : colonel Fare
- 1852 : colonel Lemaire
- 1860 : colonel de Beaulincourt
- 1864 : colonel de Gramont
- 1871 : colonel Mesny
- 1879 : colonel Frélaut
- 1883 : colonel Brissaut
- 1885 : colonel Alessandri
- 1887 : colonel Beaudoin
- 1889 : colonel Carpentier
- 1893 : colonel Rivière
- 1895 : colonel Nonail de La Villegille
- 1899 : colonel de La Celle de Chateaubourg
- 17 juillet au 1er septembre 1918 : colonel Louis-Gaston Zopff
- 1938-1939 : colonel Voillot
- 1939-1940 : lieutenant-colonel Binet puis commandant Perier puis lieutenant-colonel de la Vernette.

## Historique des garnisons, combats et batailles du47eRI

### Guerres de la Révolution et de l'Empire

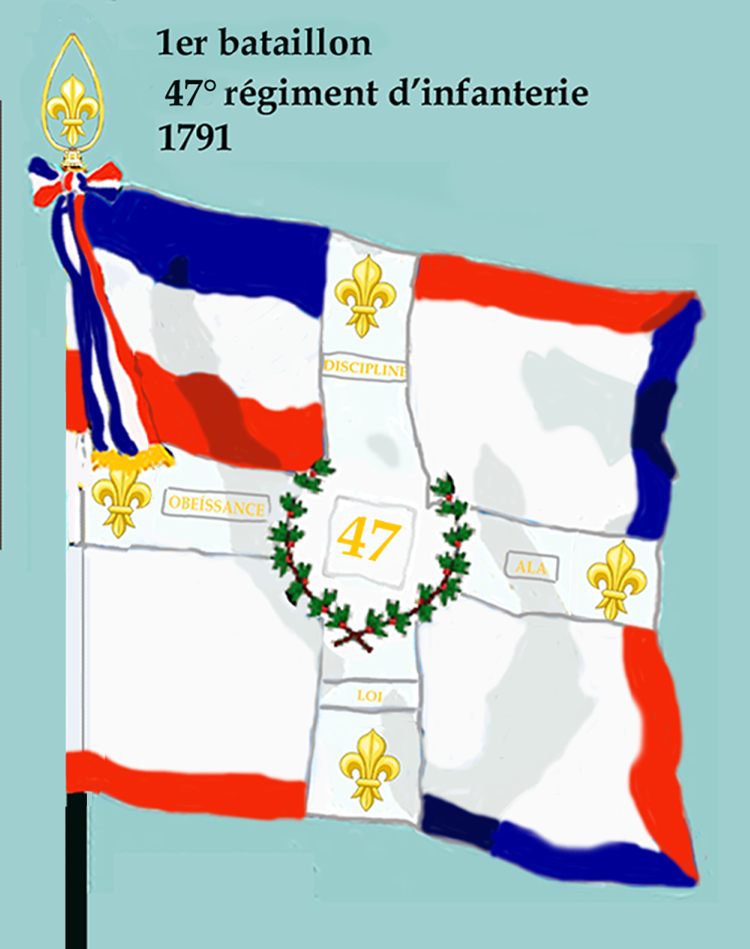
Drapeau du 1er bataillon du 47e régiment d'infanterie de ligne de 1791 à 1793.
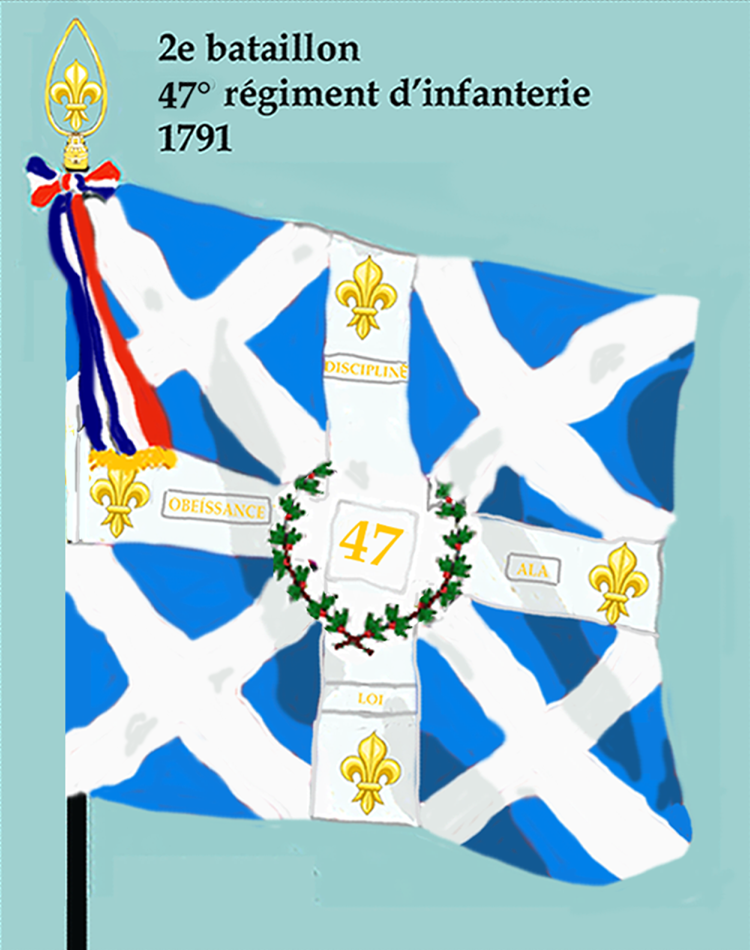
Drapeau du 2e bataillon du 47e régiment d'infanterie de ligne de 1791 à 1793.

Le régiment reçoit le drapeau tricolore (1792).

En 1792, où les régiments furent désignés définitivement par des numéros. Chacun prit le numéro qui lui avait été donné au dernier classement général fait en 1776.

Devenu le 47e de Ligne, il est présent à la bataille de Fleurus (1794), puis il est intégré à l'armée du Rhin et Moselle (1796) et en 1799, il est une des unités de l'armée des Alpes.

De 1808 à 1814, il prend part à la guerre d'Espagne, et reçoit du maréchal Bessières une épée d'honneur.
- 1794 : Armée du Nord
  - bataille de Fleurus
- 1796 : armée du Rhin et Moselle
- 1799 : Armée des Alpes

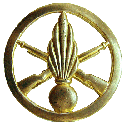
Insigne de béret d'infanterie.

- 1807 : Corps d'observation de la Gironde
- 1808 : Armée de Portugal - Guerre d'indépendance espagnole
- 1814 : Guerre d'indépendance espagnole
  - 27 février 1814 : bataille d'Orthez

### 1815 à 1852
- 1830 : une ordonnance du 18 septembre crée le 4e bataillon et porte le régiment, complet, à 3 000 hommes[2].

Dissous en 1815, il est reconstitué et participe à la conquête de l'Algérie de 1835 à 1839 et s'illustre lors de la prise de Constantine en 1837.
Le 15 octobre 1837, au cours de l'assaut de Constantine, après l'explosion qui se produit causant « La Brêche », le colonel Combes du 47e de ligne se jette devant les soldats qui reculent, fait battre la charge et franchit « la Brêche » à leur tête.
Atteint de trois balles, il continue à marcher en tête de sa troupe dans les ruelles de Constantine. Ses forces l'abandonnant, il se retire lentement et regagne la Brêche afin de rendre compte au général en chef de la prise de la ville. Il termine son rapport par ces mots : « Ceux qui ne sont pas blessés à mort auront à se réjouir d'un aussi beau succès. Pour moi je suis heureux d'avoir pu encore, à ma dernière heure, faire quelque chose pour le Roy et pour la Patrie ». Il succombe de ses blessures le lendemain et fut inhumé en face de la « Brêche », théâtre de sa gloire. Une rue de Constantine porta le nom, jusqu'à l'indépendance de l'Algérie, de « rue du 47e de ligne ».

### Second Empire

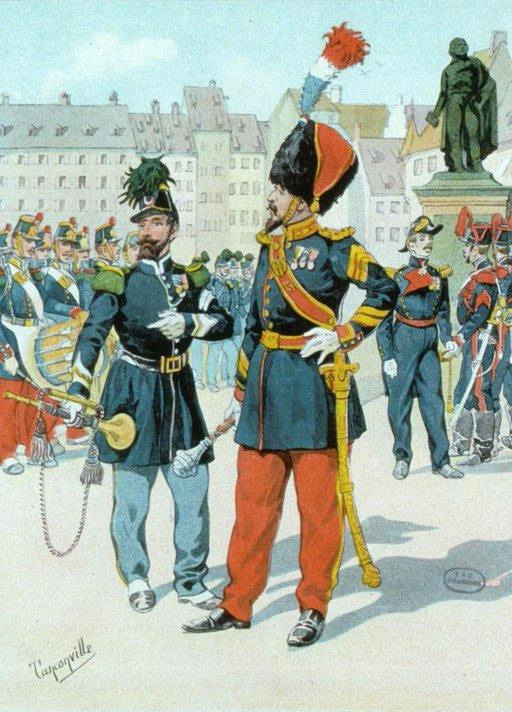
Un tambour-major du d'infanterie de ligne (au centre) à Strasbourg en 1859. Dessin de Henry Ganier-Taconville.

En Crimée de 1855 à 1856, il participe au siège de Sébastopol et à la bataille de Tratkir.
Par décret du 2 mai 1859, le 47e régiment d'infanterie de ligne fourni une compagnie pour former le 102e régiment d'infanterie de ligne.

### 1870 à 1914
En 1870, il combat à Frœschwiller, puis à Sedan, il dépose les armes après la capitulation de Napoléon III.
Son 2e bataillon est envoyé en Tunisie en 1881.
Lors de la réorganisation des corps d'infanterie de 1887, le 2e bataillon forme le 154e régiment d'infanterie.

### Première Guerre mondiale
En 1914 : casernement Saint-Malo, Saint-Servan, 40e brigade d'infanterie, 20e division d'infanterie, 10e corps d'armée. À ce moment-là, en août 1914,  le 47e RI regroupe environ 3 300 soldats, officiers, sous-officiers et hommes du rang.

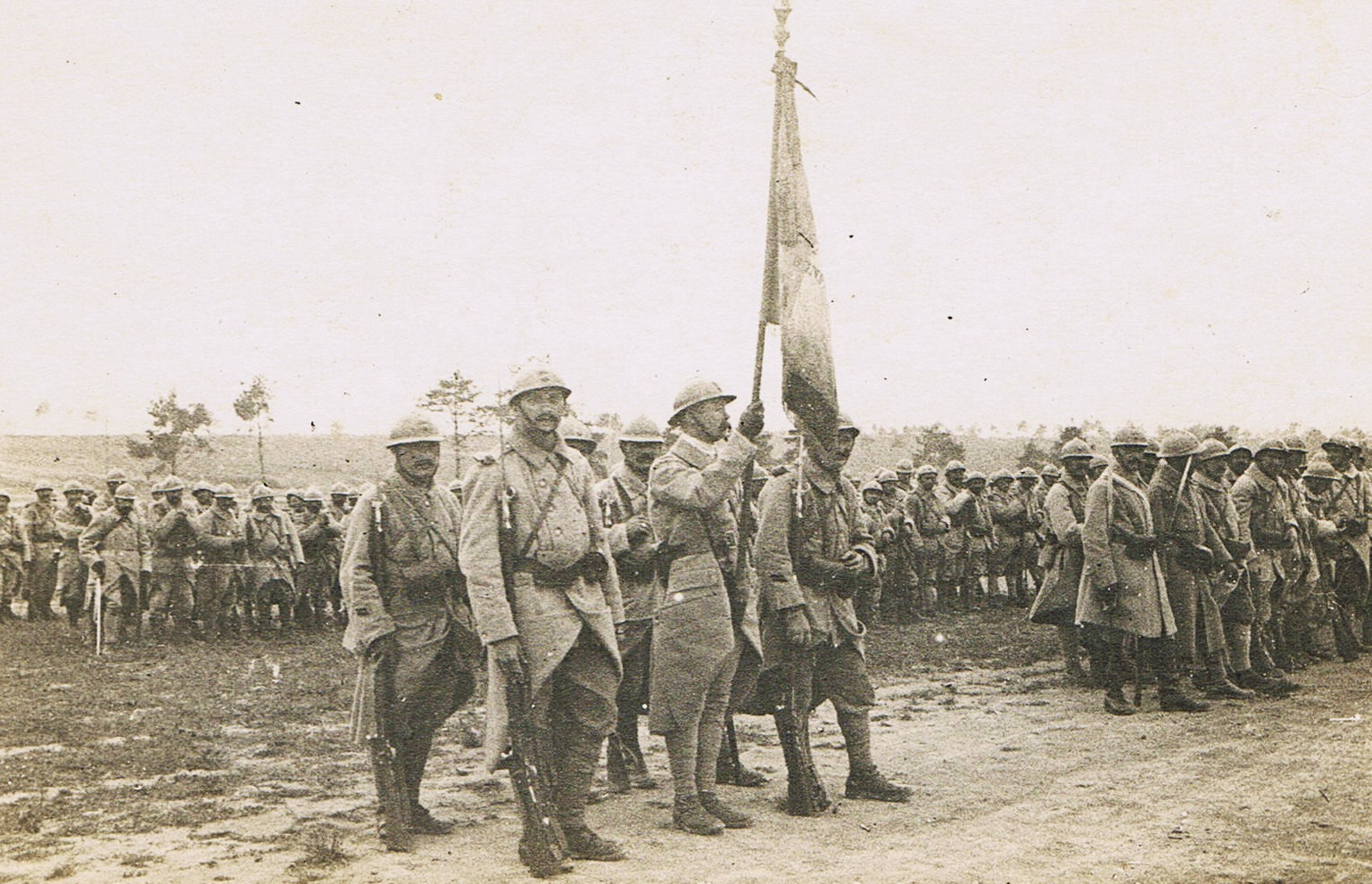
Le d'infanterie (régiment de réserve du 47e) et son porte-drapeau, le Servannais Alexandre Miniac, durant la Grande Guerre.

#### 1914
- le 21 août, vers Charleroi à Falisolle.
- le 28 août, Audigny.
- Le 29 août, le régiment participe à la bataille de Guise, au cours de laquelle il subit des pertes importantes.
- Du 5 au 13 septembre, participe à la première bataille de la Marne, vers La Villeneuve-lès-Charleville, Bannay, Champaubert et Épernay.
- le 1er octobre, Course à la mer, vers Arras, Mercatel et Neuville-Vitasse.
- du 4 au 10 octobre, combats au sud d'Arras.
- Artois (jusqu’en avril 1915) : Agny, Achicourt, Beaurains et Chanteclerc.

#### 1915
- De mai à juillet dans l'Artois, à Saint-Laurent-Blangy, Chanteclerc et Roclincourt.
- De septembre à novembre, en Champagne, vers Servon-Melzicourt.

#### 1916
- De janvier à juin vers Argonne[Où ?].
- De septembre à octobre, bataille de la Somme, vers Chaulnes, dans le fortin de Chilly et Chaules.

#### 1917
- De janvier à février, dans la Somme, vers Tilloloy.
- D'avril à mai, dans la Marne vers le Mont Cornillet.
- D'août à octobre à Verdun, à la côte du Poivre et à la cote 344.
- En décembre, à Woëvre, Bonzée et Haudimont.

#### 1918
- De janvier à mai, à Verdun, vers Les Chambrettes, bois le Chaume et des Caurières.
- De mai à juin, à Ronchères (Aisne), Verneuil (Marne) et Dormans.
- En juillet, dans la Marne, vers Comblizy.
- En septembre dans les Vosges, vers le Col de la Chapelotte.

Le 15 octobre 1918, il pénètre en Alsace. Il apprend à Frizon la signature de l'armistice.

Parti de Saint-Malo, le 47e R.I. finit la guerre à Strasbourg le 22 novembre 1918, après un début à Charleroi.
Erwan Le  Gall précise que La base de données des morts pour la France de l'unité  fait apparaître 631 fantassins du 47e RI titulaires de la mention « Mort pour la France » des suites de « blessures de guerre, dont 155 pour l’année 1914, 220 pour 1915, 81 pour 1916, 84 pour 1917 et enfin 91 pour 1918.

## Seconde Guerre mondiale

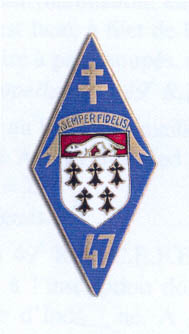
Insigne régimentaire du (1939)

Formé le 9 septembre 1939 sous les ordres du lieutenant-colonel Binet puis commandant Perier puis lieutenant-colonel de la Vernette, il appartient à la 20e division d'infanterie. Région militaire, centre mobilisateur d'infanterie, réserve A type NE ; il est mis sur pied par le CMI 44[Quoi ?] Saint-Malo.

## De 1945 à nos jours
En 1955, le 47e régiment d'infanterie est recréé et devient le 47e bataillon d'infanterie - unité de rappelés. Il rejoint Barika dans le secteur de Batna ;

En 1956, il est transféré à El Kantara et installe le PC à l’hôtel Bertrand dans les gorges et devient le { quartier nord », ZSC, 21e DI, secteur de Biska.

La troupe se répartit dans les PK de surveillance de la voie ferrée Biskra - Batna par où transitent, outre les trains de voyageurs et de marchandises, les trains de pétrole brut.

Secondé par un peloton cynophile stationné à la gare d'El Kantara, de nombreuses mines seront neutralisées, néanmoins de nombreux convois ferroviaires seront victimes de ces mines à l'exception des trains de pétrole.

En juin 1959, et par décision du général Boucher de Crèvecœur commandant la 21e DI, la 3e Compagnie occupe Beni Ferrah, abandonné depuis 1954 et la 2e Compagnie stationne à Djémorah où elle remplace une unité de tirailleurs algériens. Le commando de chasse restera stationné à El Outaya sur la RN Biskra - Batna.
Les chefs de bataillon ayant commandé l'unité en Algérie furent :
- Chef de bataillon Rubin
- Chef de bataillon Lagrange

De 1956 à 1962, le bataillon aura 43 morts et 78 blessés.
À la veille du cessez-le-feu (19 mars 1962), cinq soldats seront assassinés au PK 159 près d'El Kantara par trois déserteurs algériens.
Dès le 19 mars 1962, les PK 121, 131, 136, 139, 159, 169, 185, 193 de surveillance de la voie ferrée sont supprimés et le PK 123 - « col des juifs » le sera le 27 mars. Les cinq soldats littéralement « égorgés et mutilés » sont le Sergent Pireaux André, le 1er cl. Dayriat André, 2e cl Touboul Maurice Prosper, 2e cl Bernard Roger et le 2e cl. Fernand Brun. à cause de la trahison des trois éléments F.S.N.A de la garnison qui ont déserté. Il y eut deux rescapés. 

En mai, les onze mulets du bataillon et les 23 chiens du 16e peloton cynophile sont reversés respectivement aux centres vétérinaires de Saint-Arnaud et Compiègne.

En juillet 1962, le bataillon embarquera à Bône et sera dissous au camp de Sissonne.

## Drapeau
Il porte, brodées en lettres d'or, les inscriptions, :
- Fleurus 1794
- La Corogne 1809
- Constantine 1837
- Sébastopol 1855
- Artois  1915
- Verdun 1917
- La Marne 1918
- AFN 1952-1962

## Décorations
- Sa cravate est décorée de la Croix de guerre 1914-1918 avec deux palmes.
- Il a le droit au port de la fourragère aux couleurs du ruban de la Croix de guerre 1914-1918 (OG no 124/F du 16/09/1918).
- Le 47e Bataillon d'Infanterie gardera les décorations et insigne du 47e Régiment d'Infanterie. Il sera le dépositaire du drapeau jusqu'à sa dissolution en 1962. Le drapeau faisant partie des « collections » est déposé au Fort de Vincennes.

## Personnalités ayant servi au sein du régiment
- Victurnien Bonaventure de Rochechouart de Mortemart (1753-1823), militaire et homme politique français des XVIIIe et XIXe siècles, capitaine dans le régiment de Lorraine, dont le frère aîné était mestre-de-camp.
- Henri Poeymirau en 1901, capitaine, futur compagnon de Lyautey et général de division ;

## Sources et bibliographies
- Erwan Le Gall, « De la complexité d’un objet historique anodin: le 47e régiment d’infanterie pendant la Première Guerre mondiale », En Envor, revue d'histoire contemporaine en Bretagne, no 12,‎ été 2018 (ISSN 2266-3916, lire en ligne)
- Erwan Le Gall, « Le deuxième procès de Rennes : trois officiers du 47e régiment d’infanterie devant le Conseil de guerre », En Envor, revue d'histoire contemporaine en Bretagne, no 1,‎ hiver 2013 (ISSN 2266-3916, lire en ligne)
- Erwan Le Gall, « Un non-lieu de mémoire de la Première Guerre mondiale : la bataille de Guise », En Envor, revue d'histoire contemporaine en Bretagne, no 1,‎ hiver 2013 (ISSN 2266-3916, lire en ligne)
- Erwan Le Gall, "Investir la culture de guerre du premier conflit mondial? - Le 47e régiment d’infanterie au fort de la Pompelle, 13 au 17 septembre 1914 ", Société Archéologique & historique d’Ille-et-Vilaine, tome CXVI, 2012. (lire en ligne)
- Erwan le Gall, Une entrée en guerre : le 47e régiment d'infanterie de Saint-Malo au combat, août 1914-juillet 1915, Talmont-Saint-Hilaire, Éd. Codex, 2014, 269 p. (ISBN 978-2-918783-06-0, OCLC 881046208).
- Le Gall, Erwan, « Dictionnaire biographique des officiers du 47e régiment d’infanterie », Bruz, En Envor, 2014.
- Archives militaires du Château de Vincennes.
- À partir du Recueil d'Historiques de l'Infanterie Française (Général Andolenko - Eurimprim 1969).
- Historiques des corps de troupe de l'armée française (1569-1900)